# Treyvaux
Treyvaux (Freiburger Patois Trivôⓘ) ist eine politische Gemeinde im District de la Sarine (deutsch: Saanebezirk) des Kantons Freiburg in der Schweiz. Der frühere deutsche Name Treffels wird heute nicht mehr verwendet.

## Geographie
Treyvaux liegt auf 770 m ü. M., 9 km südlich der Kantonshauptstadt Freiburg (Luftlinie). Das Dorf erstreckt sich in einer Talmulde nördlich der Waldhöhe La Combert, in der voralpinen Hügelzone des Freiburger Mittellandes.
Die Fläche des 11,4 km² grossen Gemeindegebiets umfasst einen Abschnitt der voralpinen Hügellandschaft östlich des Saanegrabens. Die westliche Grenze bildet der unterhalb des Lac de la Gruyère stark mäandrierende Flusslauf der Saane, die tief in die Molasseschichten der Umgebung eingeschnitten ist. Der rund 200 m breite flache Talboden ist überwiegend bewaldet. Daran schliesst sich ein über weite Strecken von Sandsteinfelsen gebildeter bis zu 100 m hoher Steilhang an, der weiter nach Osten in das voralpine Hügelland übergeht.
Der westliche, direkt zur Saane entwässerte Gemeindeteil wird im Norden durch den Dorfbach von Senèdes, im Süden durch den Ruisseau de la Verasse begrenzt; beide haben durch die Erosion im unteren Teil einen tiefen Graben geschaffen. In der Mitte befindet sich die weite Talmulde des Dorfbachs von Treyvaux, die von den Höhen Gros Bugnon (837 m ü. M.) und Chênes d’Essert (890 m ü. M.) sowie La Combert (1082 m ü. M.) flankiert wird.
Weiter nach Osten erstreckt sich der Gemeindeboden in einem relativ schmalen Zipfel über einen Sattel in das Tal des Ruisseau du Pontet, dessen Wasser über den Nesslerabach zur Ärgera (französisch: Gérine) und dann zur Saane geführt wird. Östlich an dieses Tal schliessen sich die Waldhöhe Mondzemolien und der Berggrat des Petit Cousimbert an, auf dem mit 1530 m ü. M. der höchste Punkt von Treyvaux erreicht wird. Das Waldgebiet Joux de Treyvaux im Quellgebiet des Ruisseau du Pontet am Nordwesthang des Petit Cousimbert gehört ebenfalls zur Gemeinde. Von der Gemeindefläche entfielen 1997 6 % auf Siedlungen, 30 % auf Wald und Gehölze, 63 % auf Landwirtschaft, und rund 1 % war unproduktives Land.
Zu Treyvaux gehören die Weiler Le Plan (773 m ü. M.) auf einem Geländevorsprung über dem Saanegraben, Pratzey (794 m ü. M.) am Ruisseau du Pontet am Ostfuss der Höhe La Combert sowie über das ganze Gebiet verteilt zahlreiche Einzelhöfe. Nachbargemeinden von Treyvaux sind Bois-d’Amont, Le Mouret, La Roche, Pont-la-Ville und Gibloux.

## Bevölkerung
Mit 1596 Einwohnern (Stand 31. Dezember 2023) gehört Treyvaux zu den mittelgrossen Gemeinden des Kantons Freiburg. Von den Bewohnern sind 93,4 % französischsprachig, 3,3 % deutschsprachig, und 1,8 % sprechen Portugiesisch (Stand 2000). Die Bevölkerungszahl von Treyvaux belief sich 1900 auf 1063 Einwohner. Im Verlauf des 20. Jahrhunderts pendelte die Bevölkerungszahl im Bereich zwischen 920 und 1050 Einwohnern. Erst seit 1980 (937 Einwohner) wurde ein deutliches Bevölkerungswachstum verzeichnet.

## Wirtschaft
Treyvaux war bis in die zweite Hälfte des 20. Jahrhunderts ein vorwiegend durch die Landwirtschaft geprägtes Dorf. Noch heute haben die Milchwirtschaft und die Viehzucht sowie in geringerem Mass der Ackerbau einen wichtigen Stellenwert in der Erwerbsstruktur der Bevölkerung. Zahlreiche weitere Arbeitsplätze sind im lokalen Kleingewerbe und im Dienstleistungssektor vorhanden. Der industrielle Sektor konzentriert sich in Treyvaux auf eine Grossschreinerei, eine Sägerei, feinmechanische Werkstätten sowie auf das Baugewerbe. Auch die Landi ist in der Gemeinde vertreten. Bei guter Schneelage wird oberhalb des Dorfes am Nordhang der La Combert ein Skilift betrieben. In den letzten Jahrzehnten hat sich das Dorf zu einer Wohngemeinde entwickelt. Viele Erwerbstätige sind deshalb Wegpendler, die hauptsächlich in der Region Freiburg arbeiten.

## Verkehr
Die Gemeinde ist verkehrsmässig recht gut erschlossen, obwohl sie abseits der grösseren Durchgangsstrassen an einer Verbindungsstrasse von Rossens nach Le Mouret liegt. Der nächste Anschluss an die Autobahn A12 (Bern-Vevey) befindet sich rund 5 km vom Ortskern entfernt. Durch die Buslinien der Transports publics Fribourgeois, die von Freiburg nach Bulle bzw. nach Jaun verkehren, ist das Dorf an das Netz des öffentlichen Verkehrs angebunden.

## Geschichte
Die erste urkundliche Erwähnung des Ortes erfolgte 1169 unter dem Namen Tribus Vallibus. Später erschienen zahlreiche weitere Bezeichnungen: Treyvaul, Treyvas, Trevas (im 13. Jahrhundert), Tresvaux (1235), Trevaux (1246), Tresvald, Tresvals, Treswels (1260), Trevauz (1378), Trevaul, Trevaulx und Trevaut (1423) sowie Treyvaula und Treyvaux (1453). Tribus Vallibus hat etwa die Bedeutung eines Ortes mit drei Tälern. Diese ins Lateinische transformierte Bezeichnung ist aber sprachwidrig, da Treyvaux richtigerweise etwa so viel wie Ort auf der anderen Seite des Tales bedeutet.
Seit dem Mittelalter unterstand Treyvaux der Herrschaft Arconciel-Illens. Nachdem die Berner und Freiburger 1475 diese Herrschaft erobert hatten, wurde sie 1484 aufgelöst, und Treyvaux wurde der Vogtei Illens zugeteilt. Nach dem Zusammenbruch des Ancien Régime (1798) gehörte das Dorf während der Helvetik zunächst zum Distrikt La Roche und ab 1803 zum Bezirk Freiburg, bevor es 1848 mit der neuen Kantonsverfassung in den Saanebezirk eingegliedert wurde.

## Sehenswürdigkeiten
Die Pfarrei von Treyvaux gehört zu den ältesten der Region. Sie bestand vermutlich schon vor dem 10. Jahrhundert und kam 1173 unter die Obhut des Klosters Hauterive. Ursprüngliche Pfarrkirche war die heutige Kapelle Saint-Pierre auf einem Vorsprung über der Saane. Gegen Ende des 13. Jahrhunderts wurde im Dorf die Kirche Sainte-Marie erbaut und zur neuen Pfarrkirche erhoben. Ihre heutige Gestalt erhielt die Kirche beim Neubau 1871.

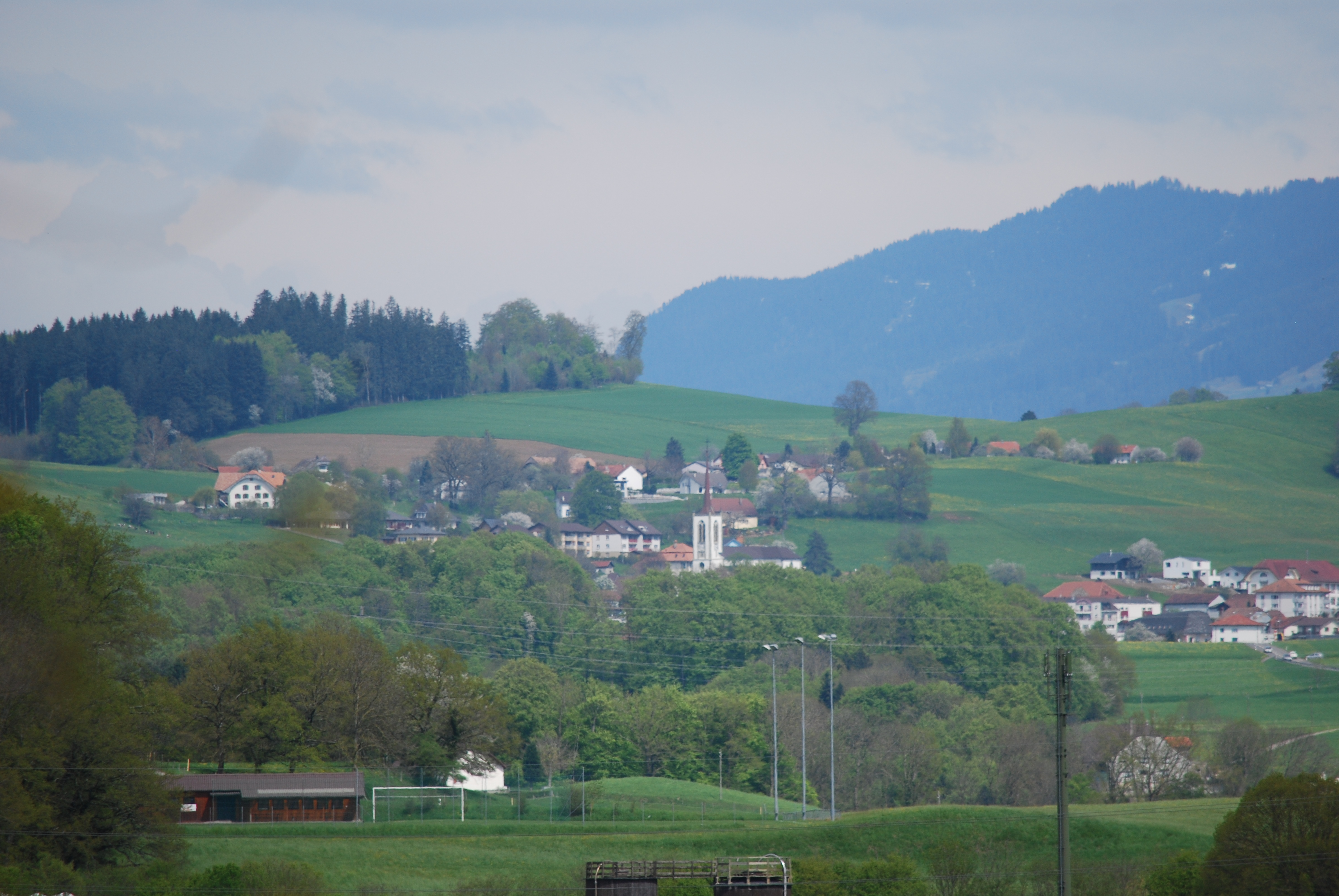
Blick auf Treyvaux vom Ortseingang von Farvagny aus

## Personen
- Joseph Yerly, Schriftsteller frankoprovenzalischer Sprache (1896-1961)